# Allenbatrachus
Allenbatrachus is een geslacht van straalvinnige vissen uit de familie van kikvorsvissen (Batrachoididae). Het geslacht is voor het eerst wetenschappelijk beschreven in 1997 door Greenfield.

## Soorten
- Allenbatrachus grunniens (Linnaeus, 1758)
- Allenbatrachus meridionalis Greenfield & Smith, 2004
- Allenbatrachus reticulatus (Steindachner, 1870)